# Klaus Ebner

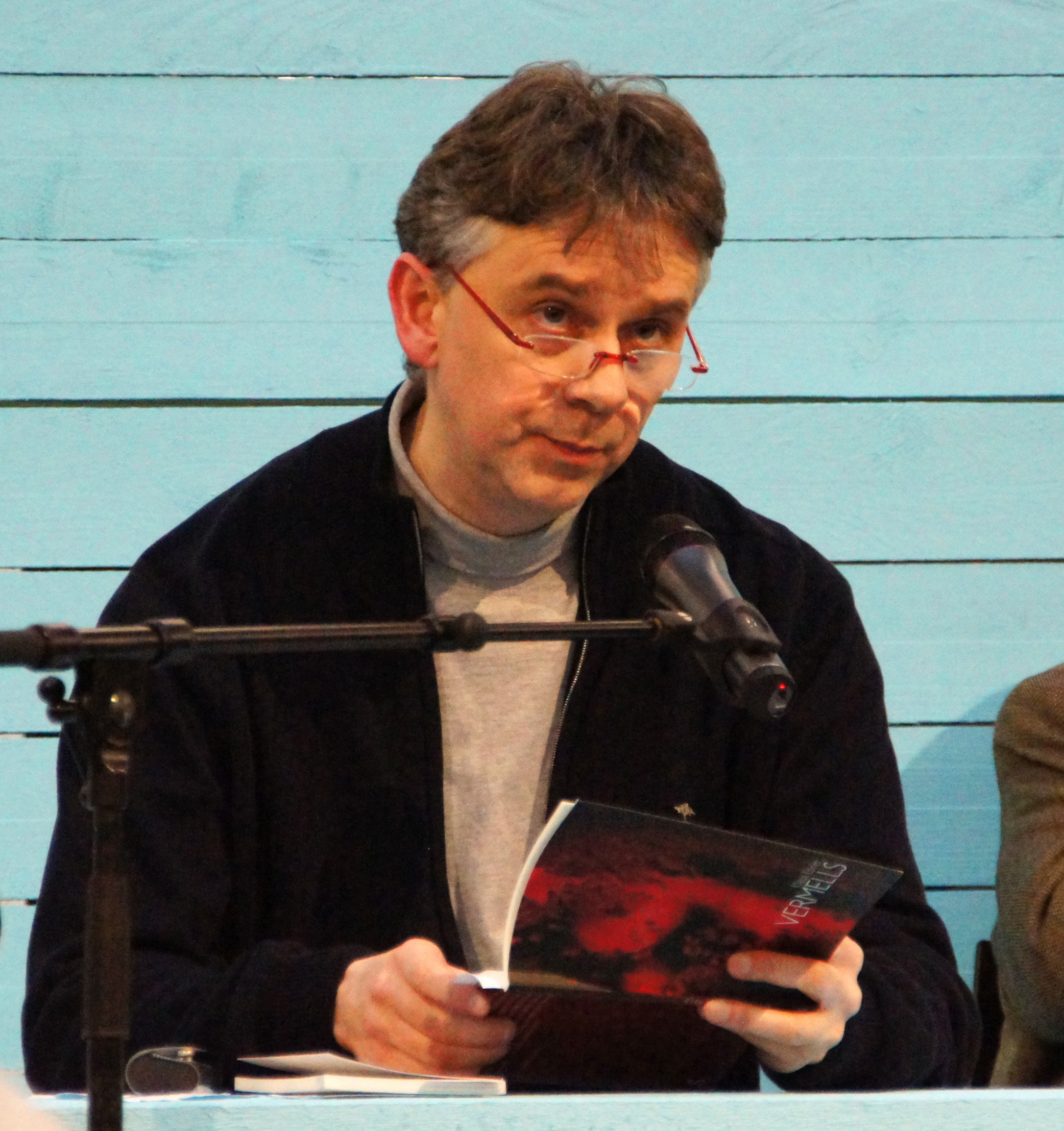
Klaus Ebner (2013)

Klaus Ebner (* 8. August 1964 in Wien) ist ein österreichischer Schriftsteller und Übersetzer. Er ist Autor von Prosa, Essays und deutscher sowie katalanischer Lyrik und Essays.

## Leben
Nach der Matura 1982 nahm Ebner ein Studium der Romanischen und Deutschen Philologie sowie der Übersetzungswissenschaft an der Universität Wien auf. Gleichzeitig war er in einem Literaturverein tätig und arbeitete von 1983 bis 1986 an der Wiener Literaturzeitschrift „TEXTE“ mit. Nach dem Studium bot er Übersetzungsdienstleistungen an, leitete Sprachkurse und arbeitete in IT-Ausbildungsprojekten. Von 1998 bis 2002 absolvierte Ebner das berufsbegleitende Studium „Europäische Wirtschaft und Unternehmensführung“ an der Fachhochschule des bfi Wien.
Ebner lebt und arbeitet in Schwechat. Er ist Mitglied der Grazer Autorinnen Autorenversammlung, des Österreichischen Schriftstellerverbandes und der IG Autorinnen Autoren, außerdem bei den katalanischen Schriftstellerverbänden Associació d’Escriptors en Llengua Catalana und P.E.N. Català.

## Werk
Seit dem Ende der Schulzeit entstanden kleinere Prosatexte, Lyrik und Hörspiele. Mit katalanischer Sprachwissenschaft und Literatur befasste sich Ebner später in mehreren einschlägigen Fachartikeln und Rezensionen. Lyrik und Essays schreibt er auf Deutsch und Katalanisch. Katalanische Essays erscheinen in der Zeitschrift Doll de Tinta.
Während der 1990er-Jahre veröffentlichte er nur wenige literarische Texte, verfasste aber Fachartikel, hauptsächlich für die Zeitschriften Output/Eurocom in Österreich, Inside OS/2 in Deutschland und NT Update sowie AIX Update in Großbritannien. Darüber hinaus schrieb er Sachbücher zu Software- und Netzwerkthemen für die Verlage Data Becker, Markt & Technik, IWT, TEWI und Microsoft Press.
Im selben Jahrzehnt begann er den Roman Feuers Geraun; zwei Kapitel daraus wurden in frühen Fassungen von der oberösterreichischen Literaturzeitschrift die Rampe veröffentlicht: Der Schreiber von Aram 1994 und Das Gesetz 1997. Jüdische und biblische Traditionen stehen im Mittelpunkt dieser beiden Kapitel. Im Jahr 2007 entstand ein kulturhistorischer Reise-Essay über den Pyrenäenstaat Andorra. Seit 2009 tritt Ebner vermehrt auch als Rezensent in Erscheinung. Er veröffentlichte Rezensionen in den Zeitschriften Podium, Etcetera, Driesch und Schreibkraft sowie im Online-Magazin Kultur-Online.

## Publikationen

### Werke in deutscher Sprache
- Fünfzig; Roman, fabrik.transit, Wien 2024; ISBN 978-3-903267-64-0
- Podium-Porträt 127: Klaus Ebner; Lyrikanthologie, Podium, Wien 2024; ISBN 978-3-902886-82-8
- Schwarzlicht; Lyrik, BoD, Norderstedt 2021; ISBN 978-3-7543-0116-6
- Wortspieler; Essay, BoD, Norderstedt 2020; ISBN 978-3-7519-3585-2
- Warum (… ich schreibe); Essay, BoD, Norderstedt 2020; ISBN 978-3-7494-7041-9
- Physikstunde; Erzählungen, BoD, Norderstedt 2020; ISBN 978-3-7504-2374-9
- Ohne Gummi; Prosa, Arovell Verlag, Gosau-Wien-Salzburg 2013; ISBN 978-3-902808-36-3
- Dort und anderswo; Reise- und Literatur-Essays, Mitterverlag, Wels 2011, ISBN 978-3-9502828-9-4
- Andorranische Impressionen; Essay, Wieser Verlag, Klagenfurt 2011, ISBN 978-3-85129-934-2
- wieso der Mückenschwarm dein Augenlicht umtanzt; Lyrik, Edition Art Science, St. Wolfgang 2011, ISBN 978-3-902157-88-1
- Hominide; Erzählung, FZA Verlag, Wien 2008, ISBN 978-3-9502299-7-4, Wieser Verlag, Klagenfurt 2016, ISBN 978-3-99029-206-8
- Auf der Kippe; Kurzprosa, Arovell Verlag, Gosau-Wien-Salzburg 2008, ISBN 978-3-902547-67-5
- Lose; Kurzgeschichten, Edition Nove, Neckenmarkt 2007, ISBN 978-3-85251-197-9

### Werke in katalanischer Sprache
- Sentits; Essay, BoD, Madrid 2022, ISBN 978-84-11232982
- Forats; Lyrik, BoD, Madrid 2020, ISBN 978-84-1326-290-1
- Per què (…escric); Essay, BoD, Madrid 2020, ISBN 978-84-1326-710-4
- Vestigis; Lyrik, BoD, Madrid 2019, ISBN 978-84-1326-643-5
- Blaus (Bläuen); Lyrik (enthält deutsche Übersetzungen des Autors), Pagès Editors, Lleida 2015, ISBN 978-84-9975-627-1
- Vermells (Röten); Lyrik (enthält deutsche Übersetzungen des Autors), SetzeVents, Urús 2009, ISBN 978-84-92555-10-9

### Sonstiges
- Die Freiheit ist eine Funzel; Essay. In: Lichtungen Nr. 109, Graz 2007
- Das Reizvolle der Prophezeiung; Essay. In: Sterz Nr. 99, Graz 2006
- Das Gfrett mit der Reform; Essay zur deutschen Rechtschreibreform. In: Literarisches Österreich Nr. 2/04, Wien 2004

## Auszeichnungen
- 1982 erhielt Ebner den Großen Österreichischen Jugendpreis für die Novelle Das Brandmal. Als Mitglied der Jury hatte Hans Weigel den Text hervorgehoben.[11] Ein Jahr nach der Preisvergabe wurde die Novelle in mehreren Folgen von Israels deutschsprachiger Tageszeitung Israel-Nachrichten abgedruckt.[12]
- 1984 Hörspielpreis der Literaturzeitschrift TEXTE (3. Preis)[13][14]
- 1988 Erster Österreichischer Jugendpreis für den Roman Nils[15]
- 2004 La Catalana de Lletres 2004 Erwähnung und Aufnahme eines katalanischen Gedichtes in die Wettbewerbsanthologie (Barcelona)[16]
- 2005 Feldkircher Lyrikpreis (4. Preis)[17]
- 2007 Wiener Werkstattpreis.[18] Der Gewinnertext Der Flügel Last, eine Kurzgeschichte, behandelt den Spitalsaufenthalt eines an Krebs erkrankten siebenjährigen Mädchens. Dabei orientiert sich der Erzählstil an der Perspektive des Kindes. Der Siegertext der Sparte Essay, mit dem Titel Was blieb vom Weißen Ritter?, gibt einen Einblick in den mittelalterlichen Roman Tirant lo Blanc des Valencianers Joanot Martorell.[19]
- 2007 Reisestipendium für Literatur der Österreichischen Bundesregierung[20]
- 2007 »Menzione« beim Premio Internazionale di Poesia Nosside (Reggio Calabria)[21] Das Gedicht ein Zettler fand Erwähnung und die Aufnahme in die Wettbewerbsanthologie. Die Jury sprach von einer großstädtischen Tristesse, die durch den obdachlosen Zettler verkörpert werde, dessen Mahl aus Einsamkeit bestehe.[22] Das Gedicht[23] lautet:

| ein Zettler krank vergessen ganz im Suff die Wagenräder sperren zäh sein Mahl besteht aus Einsamkeit garniert mit Sehnsucht nach Vergangenem betört von lauten Rufen Hoffnung wie vor langem sie verlosch |

- 2008 Zwei Arbeitsstipendien der Österreichischen Bundesregierung[24]
- 2009 Reisestipendium für Literatur der Österreichischen Bundesregierung[25]
- 2010 Zweiter Preis des Kurzprosa-Wettbewerbes »Sprachräume – Schreibwelten« des Österreichischen Schriftstellerverbandes[26]
- 2014 Katalanischer Lyrikpreis Parc Taulí[27]